# Iso Vihtajärvi
Iso Vihtajärvi eller Vihtajärvi är en sjö i Finland. Den ligger i kommunen Kuusamo i landskapet Norra Österbotten, i den nordöstra delen av landet, 700 km norr om huvudstaden Helsingfors. Iso Vihtajärvi ligger 273,5 meter över havet. Den är 17,93 meter djup. Arean är 68,1 hektar och strandlinjen är 7,34 kilometer lång. Sjön  ingår i Kems huvudavrinningsområde. 